# Valoración por precipitación

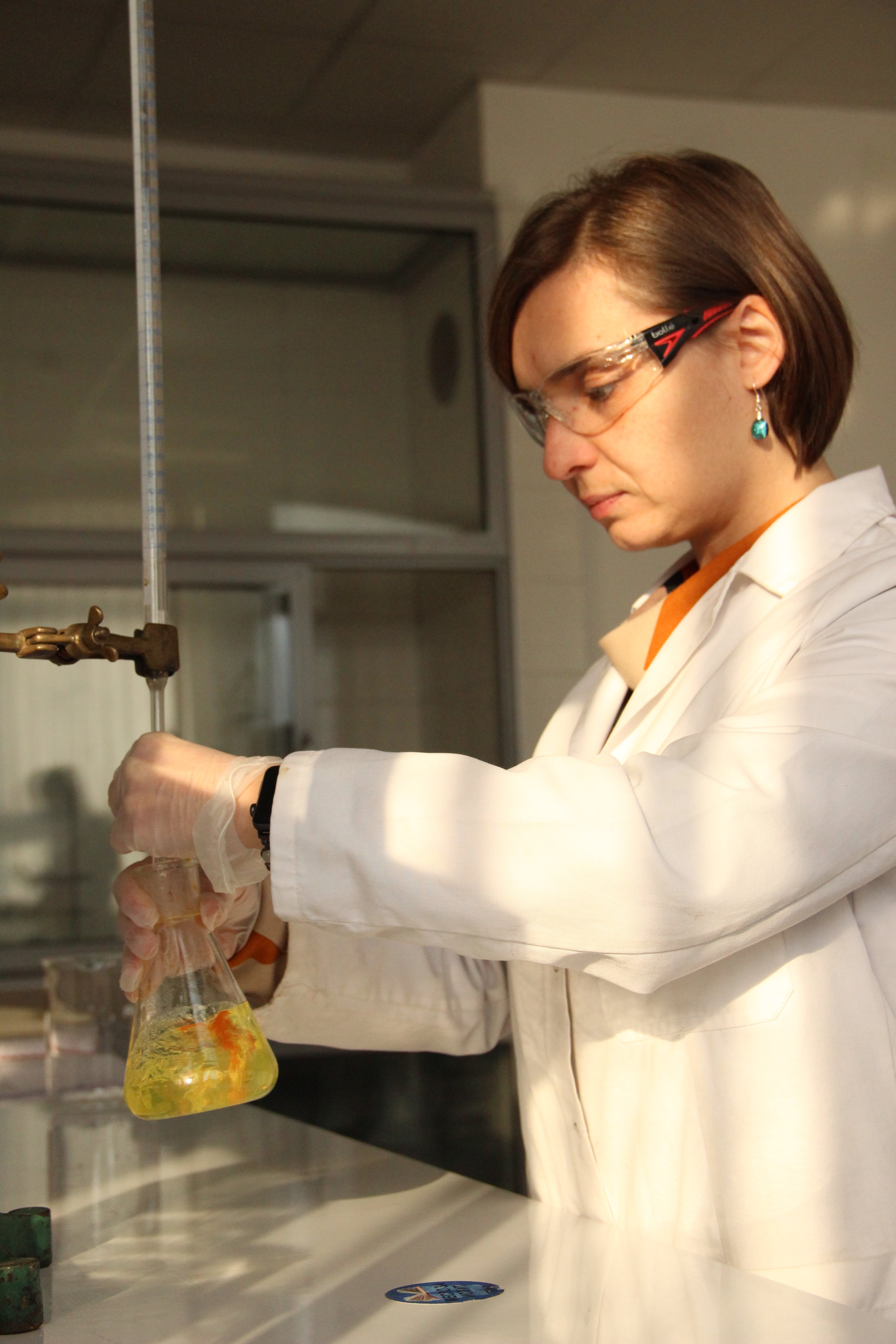
Determinación argentométrica de cloruro (método de Mohr)

Las valoraciones por precipitación (a veces precipitometrías) se utilizan para determinar sustancias que forman un  compuesto de baja solubilidad cuando reaccionan con una solución valorante de forma estequiométrica, uniforme y relativamente rápida. Se basan en reacciones que producen compuestos iónicos de solubilidad limitada. Estos requisitos y el hecho de que no siempre se dispone de sistemas indicadores del punto final de la valoración, unido a la baja velocidad a la que se forman muchos precipitados, hace que el número de titulaciones por precipitación que se puedan utilizar en la práctica sea bastante limitado. Sin embargo, desempeñan un  importante papel en química analítica, ya que se utilizan principalmente para la determinación de haluros con soluciones patrón de nitrato de plata (argentometría) o para la determinación de iones de plata con una solución patrón de haluro o tiocianato. La volumetría por precipitación es una de las técnicas analíticas más antiguas, con unos inicios que se remontan al siglo XVIII y que tubo un importante desarrollo a mediados del siglo XIX, cuando se pusieron a punto varios métodos para determinar iones Ag+ y haluro.

## Introducción
Las valoraciones por precipitación son valoraciones en las que están implicados equilibrios heterogéneos, en los que el producto de la reacción es una sustancia poco soluble, sólida, mientras que el reactivo valorante y el analito se encuentran en disolución. Por consiguiente, en todo lo referente a los cálculos teóricos y a otros aspectos relacionados con estas volumetrías es necesario tener en cuenta lo establecido para los equilibrios de solubilidad de sustancias iónicas, en especial, lo relacionado con la solubilidad y el producto de solubilidad de estas sustancias. En química se disponen de numerosos reactivos precipitantes y la termodinámica de las reacciones de precipitación de estas reactivos están bien establecidas para numerosas sustancias, conociéndose los valores que toman las constantes de equilibrio y las velocidades de reacción. Es en esto último donde radica la mayor dificultad a la hora de utilizar las reacciones de precipitación en el análisis volumétrico, pues aunque cualquier reacción en la que el analito y el valorante forman un precipitado insoluble puede servir como base para una titulación, muchas de estas reacciones de formación de precipitados son relativamente lentas, sobre todo en las proximidades del punto de equivalencia, lo que lleva a que el número de reactivos precipitantes útiles para este tipo de volumetrías, sea muy limitado.

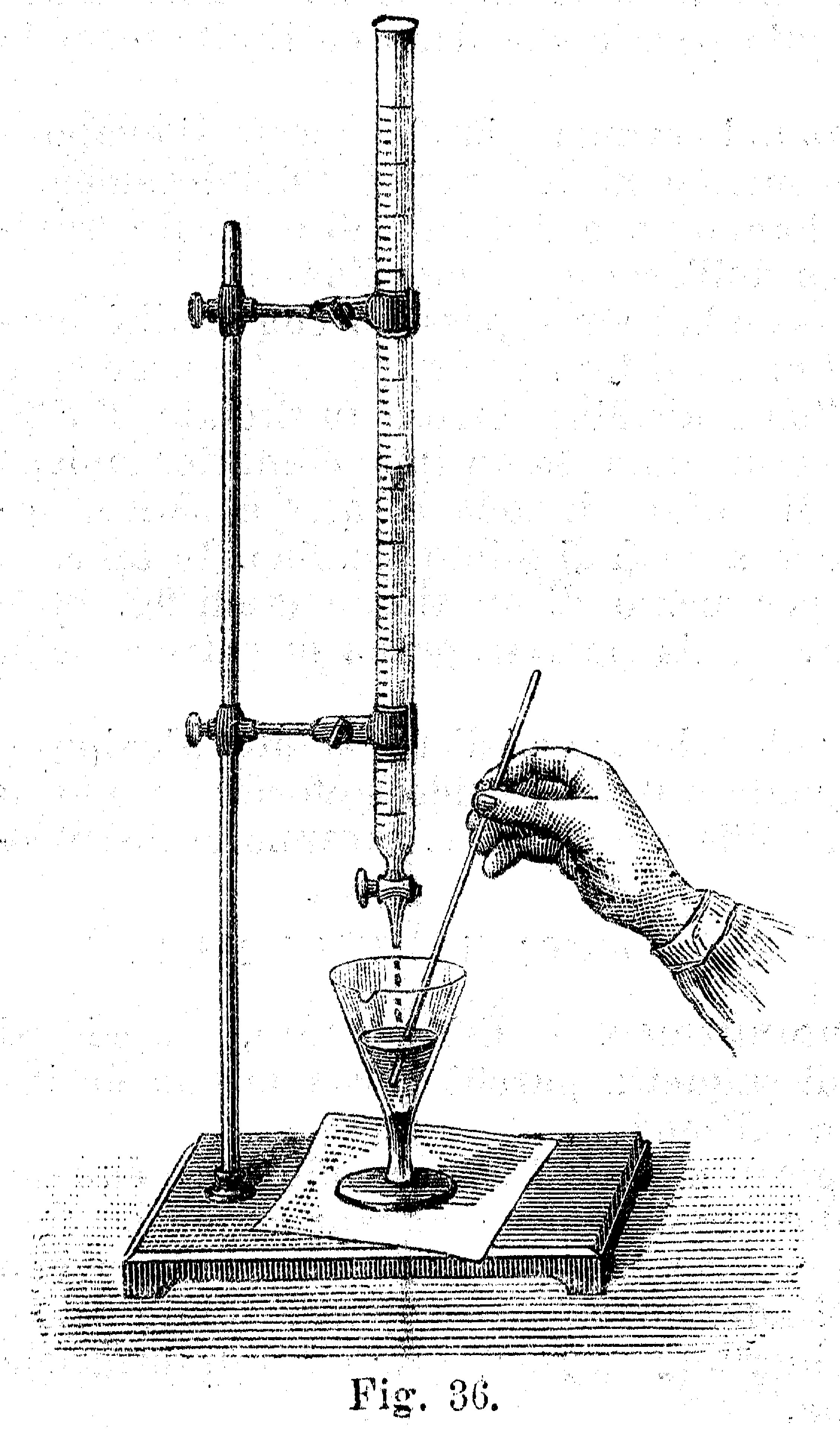
Valoración utilizando una bureta de Mohr

Como en otros tipos de volumetría, los requisitos que ha de cumplir una reacción de precipitación para poder ser aplicada en una volumetría son: 
- Ser cuantitativa. El precipitado formado debe ser suficientemente insoluble en las condiciones en las que se lleva a cabo la valoración. Es decir, la constante de solubilidad debe ser lo más pequeño posible
- Ser estequiométrica. El reactivo y analito han de formar un precipitado de composición fija y bien definida que permita los cálculos de equivalencia y balance de masa necesarios para establecer la concentración del analito
- Ser rápida. Si no se cumple este requisito, existe un importante riesgo de que el punto final de la valoración no se detecte con nitidez.
- Disponer de un sistema indicador para localizar el punto final. En las valoraciones por precipitación, al contrario que en otras volumetrías, no existe una gran disponibilidad de indicadores químicos, aunque se puede recurrir a otros métodos de detección del punto final de la valoración basados en técnicas instrumentales, como la turbidimetría, potenciometría o la conductimetría.

Como ya se ha indicado anteriormente, la velocidad de formación de muchos precipitados es lenta, lo que hace que el número de agentes precipitantes que se pueden emplear sea muy reducido. Entre los reactivos más utilizados y de mayor importancia, se encuentra el nitrato de plata, que se usa para la determinación de halógenos, aniones parecidos a halógenos, mercaptanos, ácidos grasos y varios aniones inorgánicos divalentes. Las valoraciones con nitrato de plata se llaman comúnmente valoraciones argentométricas.

## Curvas de valoración
Si se conoce la constante del producto de solubilidad de la especie valorada con el reactivo valorante, es posible establecer la curva de valoración teórica en la que, habitualmente, se representa la concentración del analito frente al volumen de disolución valorante. Como manejar concentraciones lineales es muy complicado, dados los pequeñísimos valores que toman estas, es habitual expresar dichas concentraciones mediante la notación logarítmica negativa, conocida como función p donde, si X es el analito, su concentración, mediante esta notación es:
{\displaystyle pX=-\log[X]}
Antes del punto de equivalencia, hasta las proximidades de este, pX se calcula a partir de la concentración de X que queda por precipitar en función del volumen de reactivo valorante añadido y de la concentración de este, teniendo en cuenta el efecto de la dilución producido por la disolución de valorante. En las proximidades del punto de equivalencia, si la constante de solubilidad, Kps no es muy pequeña, el valor de pX puede verse afectado por el equilibrio de solubilización, por lo que es necesario tenerlo en cuenta:
{\displaystyle {\ce {XA(s) <=> X- (aq) + A+ (aq)}}} {\displaystyle .\qquad K_{ps}=[X^{-}]\cdot [A^{+}]}

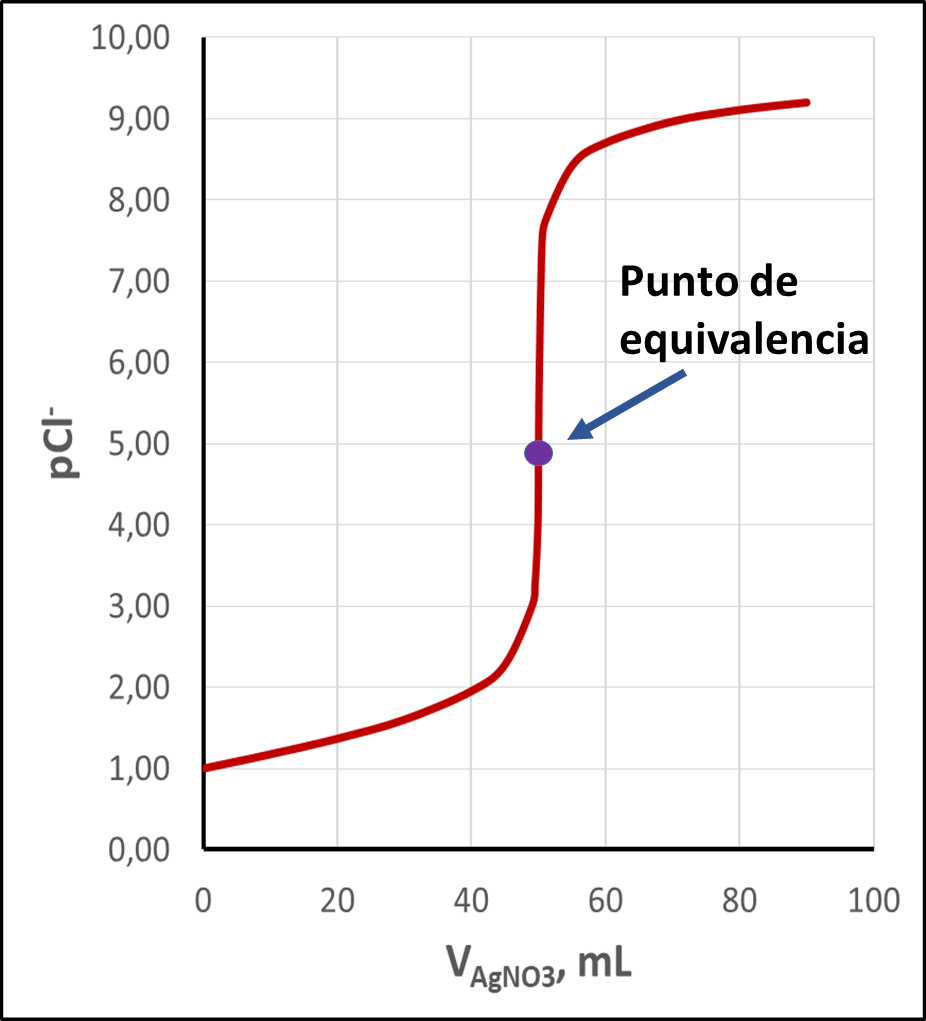
Curva teórica de valoración de cloruro con nitrato de plata

En el punto de equivalencia, la concentración de X se deduce de la constante de equilibrio, Kps. En el caso de estequiometría 1:1, como la de este ejemplo,
{\displaystyle K_{ps}=[X^{-}]\cdot [A^{+}]}
puesto que 
{\displaystyle [X^{-}]=[A^{+}]}
{\displaystyle K_{ps}=[X^{-}]^{2}}
por consiguiente:
{\displaystyle [X^{-}]={\sqrt {K_{ps}}}}
Lo que indica que la concentración de la especie en el punto de equivalencia solo depende de la constate de equilibrio y es independiente de la concentración inicial de X. Una vez que se ha rebasado el punto de equivalencia, el cálculo de [X-] se hace teniendo el en cuenta el exceso reactivo valorante y tras calcular la concentración correspondiente, se sustituye dicho valor en la expresión de Kps.
Procediendo de esta manera se obtienen curvas teóricas de aspecto sigmoidal, similares a las curvas de valoraciones de ácido fuerte con base fuerte. Como en estas curvas, en las curvas correspondientes a las valoraciones por precipitación, el punto de equivalencia corresponde al punto de inflexión de la sigmoide. En las proximidades de este punto se produce un cambio repentino en los valores que toma pX, similar al que se produce con el pH en las valoraciones ácido-base. Este salto de pX es más pronunciado cuanto más concentradas son las disoluciones analito y valorante y cuanto menor es el valor de la constante de solubilidad, Kps.  En las valoraciones en que la estequiometría no es 1:1, como sería la formación del precipitado de cromato de plata, Ag2CrO4(s) por reacción del ion cromato con el nitrato de plata, la curva no es simétrica en las proximidades del punto de equivalencia. 
En el caso de mezclas de dos especies que precipitan con el valorante, es posible la determinación de ambos si los productos de solubilidad son suficientemente diferentes. En estos casos se obtienen curvas de valoración con dos puntos de equivalencia; el primero correspondiente a la especie menos soluble, seguido del correspondiente a la especie más soluble. 

## Detección del punto final
Existen diferentes métodos de detección del punto final en las valoraciones por precipitación, tanto visuales como instrumentales. Todos ellos se pueden agrupar en tres tipos: 
1. Métodos basados en dispersión de la luz. Al tratarse de equilibrios heterogéneos, con presencia de materia sólida en suspensión dentro del seno de la disolución, se produce una dispersión de la luz. Esta dispersión o turbidez va aumentado a lo largo de la valoración, mientras quede analito por precipitar. Una vez que este ha reaccionado en su totalidad, la turbidez se mantiene constante, no apareciendo más materia precipitada una vez rebasado el punto de equivalencia. Aunque existen diferentes formas de llevar a cabo este método de detección del punto final, la forma habitual consiste en añadir porciones de valorante, dejar decantar ligeramente el precipitado y añadir una pequeña porción de reactivo valorante sobre el sobrenadante. Si se produce turbidez adicional, se deja decantar de nuevo y se repite el proceso. Una vez que se ha sobrepasado el punto de equivalencia, la adición de una o dos gotas de reactivo ya no genera precipitado o turbidez alguna, por lo que el volumen consumido se considera que es el punto final de la valoración. Este método fue el empleado en los primeros tiempos de las volumetrías por precipitación, cuando todavía no se habían estudiado indicadores visuales y aunque es bastante tedioso, daba resultados bastante exactos con precipitados densos, fácilmente decantables. El método también se denomina del punto claro o de Gay-Lussac, ya que este químico francés lo aplicó en la determinación argentométrica de cloruro. En la actualidad se utilizan técnicas instrumentales basadas en la turbidimetría o en la nefelometría, lo que hace que la detección del punto final se haga de forma más rápida. Las valoraciones turbidimétricas y nefelométricas son menos precisas que las que emplean indicadores visuales, pues dependen del tamaño de la partícula, que no es homogéneo; sin embargo, presentan gran sensibilidad.[5]
2. Empleo de indicadores visuales. La valoración por precipitación comenzó a ser una metodología práctica en el análisis químico con el desarrollo de los indicadores visuales. Este tipo de indicadores son sustancias químicas, que se añaden a la disolución donde se lleva a cabo la valoración, produciendo un cambio de color de la disolución, del precipitado formado o la aparición de otro precipitado de color diferente cuando la valoración está a punto de llegar a su fin o inmediatamente después de rebasar el punto de equivalencia. Se utilizan frecuentemente en las argentometrías. Así por ejemplo, en las argentometrías de cloruros, de bromuro o de cianuro se utiliza cromato potásico como indicador. Cuando se está a punto de alcanzar el punto de equivalencia, aparece un nuevo precipitado de color rojo-anaranjado, claramente diferenciable del color amarillento de la mezcla de AgCl (blanco) y cromato de potasio, (amarillo) (método de Mohr). [8] En las argentometrías por retroceso en las que se valora el exceso de ion plata con KSCN  (método de Volhard) se utiliza como indicador una pequeña cantidad de Fe3+. El punto final de la titulación viene dado por la formación del complejo Fe (SCN) 2+ que hace que la disolución torne a un color rojizo. [6]  En las determinaciones por el método de Fajans se utilizan indicadores de adsorción, que son sustancias químicas que se adsorben fuertemente a la superficie de las partículas sólidas, modificando su color.
3. Métodos electroquímicos. En estos métodos se utilizan técnicas electroanalíticas, como la potenciometría y la amperometría para determinar el punto final de la valoración. En las valoraciones potenciométricas se utiliza un electrodo de referencia y otro indicador, sensible a alguna de las especies involucradas en la valoración, para establecer el punto final. En la actualidad son muy frecuentes las determinaciones de haluros por valoración potenciométrica utilizando un electrodo indicador de plata metálica. Estas valoraciones presentan la ventaja de que pueden determinarse mezclas de haluros, algo muy difícil de llevar a cabo con indicadores visuales. En las valoraciones amperométricas se mide el cambio de la intensidad de corriente generada entre dos electrodos, en función de la cantidad de reactivo valorante añadido. También se puede utilizar, en la determinación del punto final, medidas de conductividad (valoración conductimétrica) siempre que se encuentren involucrados iones con diferente conductividad específica. [9]